# PRR34
PRR34 (англ. Proline rich 34) – білок, який кодується однойменним геном, розташованим у людей на довгому плечі 22-ї хромосоми. Довжина поліпептидного ланцюга білка становить 138 амінокислот, а молекулярна маса — 14 718.
| 10         |  | 20         |  | 30         |  | 40         |  | 50         |
| ---------- |  | ---------- |  | ---------- |  | ---------- |  | ---------- |
| MPASATAAWH |  | CPPLCLPPLP |  | ASAPTSPPNP |  | ATRPAPGPGR |  | RARCPQSAHP |
| APTRGALTFW |  | APGSWPRVLL |  | VPRSPGPVLR |  | APRLPHPAAR |  | ARRRAWHGAR |
| LPGSPARAGR |  | TFQRGLVSNS |  | WAHAIFLPRP |  | PNVLELQV   |  |            |

A: Аланін

C: Цистеїн

E: Глутамінова кислота

F: Фенілаланін

G: Гліцин

H: Гістидин

I: Ізолейцин

L: Лейцин

M: Метіонін

N: Аспарагін

P: Пролін

Q: Глутамін

R: Аргінін

S: Серин

T: Треонін

V: Валін